# Kettle River (ciutat)
Kettle River és una ciutat al comtat de Carlton a l'estat de Minnesota. Segons el cens del 2000 tenia 168 habitants.

## Demografia
Segons el cens del 2000, Kettle River tenia 168 habitants, 75 habitatges, i 44 famílies. La densitat de població era de 170,7 habitants per km².
Dels 75 habitatges en un 32% hi vivien nens de menys de 18 anys, en un 42,7% hi vivien parelles casades, en un 9,3% dones solteres, i en un 41,3% no eren unitats familiars. En el 34,7% dels habitatges hi vivien persones soles el 22,7% de les quals corresponia a persones de 65 anys o més que vivien soles. El nombre mitjà de persones vivint en cada habitatge era de 2,24 i el nombre mitjà de persones que vivien en cada família era de 2,82.
Per edats la població es repartia de la següent manera: un 26,2% tenia menys de 18 anys, un 5,4% entre 18 i 24, un 28% entre 25 i 44, un 20,2% de 45 a 60 i un 20,2% 65 anys o més.
L'edat mediana era de 41 anys. Per cada 100 dones de 18 o més anys hi havia 100 homes.
La renda mediana per habitatge era de 24.750 $ i la renda mediana per família de 31.250 $. Els homes tenien una renda mediana de 32.188 $ mentre que les dones 18.542 $. La renda per capita de la població era de 15.620 $. Cap de les famílies i el 7,9% de la població estaven per davall del llindar de pobresa.

## Poblacions properes
El següent diagrama mostra les poblacions més properes.